# 北緯31度線

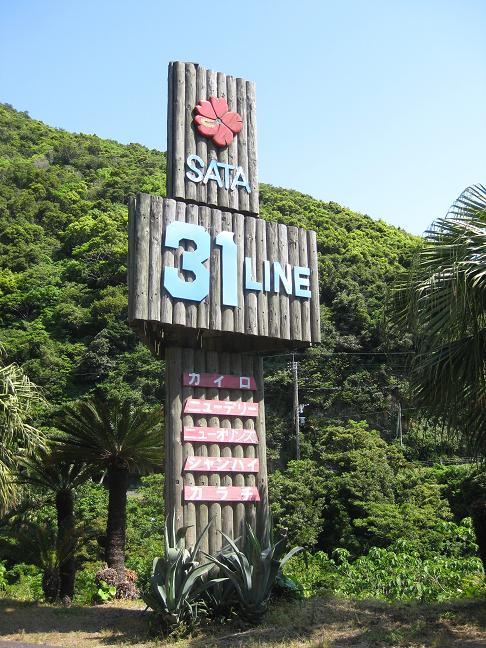
日本・佐多岬にある北緯31度線モニュメント

アメリカ合衆国では、北緯31度線はミシシッピ州とルイジアナ州、アラバマ州とフロリダ州の州境の一部になっている。

北緯31度線（ほくい31どせん）は、地球の赤道面より北に地理緯度にして31度の角度を成す緯線。アフリカ、アジア、太平洋、北アメリカ、大西洋を通過する。この緯度の下では、夏至点時の可照時間は14時間10分で、冬至点時は10時間8分である。
この緯線は、イランとイラクの国境の一部となっている。
アメリカ合衆国では、ミシシッピ州とルイジアナ州の州境の一部、およびアラバマ州とフロリダ州の州境の大部分になっている。かつてはアメリカ合衆国とスペイン領土の境界となっており、1797年にアンドリュー・エリコットがこの緯線を測量している。

## 通過する地域一覧
北緯31度線は、本初子午線から東に向かって以下の場所を通っている。
| 地理座標                                               | 国土・領土・領海    | 備考 |
| ------------------------------------------------------ | ------------------- | --- |
| 北緯31度0分 東経0度0分 / 北緯31.000度 東経0.000度      | アルジェリア        | |
| 北緯31度0分 東経9度22分 / 北緯31.000度 東経9.367度     | チュニジア          | |
| 北緯31度0分 東経10度17分 / 北緯31.000度 東経10.283度   | リビア              | |
| 北緯31度0分 東経17度33分 / 北緯31.000度 東経17.550度   | 地中海              | シドラ湾 |
| 北緯31度0分 東経20度8分 / 北緯31.000度 東経20.133度    | リビア              | |
| 北緯31度0分 東経24度56分 / 北緯31.000度 東経24.933度   | エジプト            | |
| 北緯31度0分 東経28度43分 / 北緯31.000度 東経28.717度   | 地中海              | |
| 北緯31度0分 東経29度35分 / 北緯31.000度 東経29.583度   | エジプト            | |
| 北緯31度0分 東経34度21分 / 北緯31.000度 東経34.350度   | イスラエル          | |
| 北緯31度0分 東経35度24分 / 北緯31.000度 東経35.400度   | ヨルダン            | |
| 北緯31度0分 東経37度30分 / 北緯31.000度 東経37.500度   | サウジアラビア      | |
| 北緯31度0分 東経42度14分 / 北緯31.000度 東経42.233度   | イラク              | |
| 北緯31度0分 東経47度42分 / 北緯31.000度 東経47.700度   | イラン・ イラク国境 | |
| 北緯31度0分 東経48度1分 / 北緯31.000度 東経48.017度    | イラン              | |
| 北緯31度0分 東経61度50分 / 北緯31.000度 東経61.833度   | アフガニスタン      | |
| 北緯31度0分 東経66度35分 / 北緯31.000度 東経66.583度   | パキスタン          | バローチスターン州 パンジャーブ州                                                                                  |
| 北緯31度0分 東経74度33分 / 北緯31.000度 東経74.550度   | インド              | パンジャーブ州 ヒマーチャル・プラデーシュ州 ウッタラーカンド州                                                     |
| 北緯31度0分 東経79度32分 / 北緯31.000度 東経79.533度   | 中華人民共和国      | チベット自治区 四川省 重慶市 湖北省 安徽省 浙江省 江蘇省 浙江省 - 約5km 江蘇省 - 約5km 浙江省 - 約11km 上海市      |
| 北緯31度0分 東経121度53分 / 北緯31.000度 東経121.883度 | 東シナ海            | |
| 北緯31度0分 東経130度39分 / 北緯31.000度 東経130.650度 | 日本                | 九州 - 佐多岬（鹿児島県南大隅町）                                                                                  |
| 北緯31度0分 東経130度40分 / 北緯31.000度 東経130.667度 | 太平洋              | 日本・須美寿島と伊豆鳥島の間を通過                                                                                 |
| 北緯31度0分 西経116度20分 / 北緯31.000度 西経116.333度 | メキシコ            | バハ・カリフォルニア半島                                                                                           |
| 北緯31度0分 西経114度50分 / 北緯31.000度 西経114.833度 | カリフォルニア湾    | |
| 北緯31度0分 西経113度6分 / 北緯31.000度 西経113.100度  | メキシコ            | |
| 北緯31度0分 西経105度33分 / 北緯31.000度 西経105.550度 | アメリカ合衆国      | テキサス州 ルイジアナ州 ミシシッピ州・ルイジアナ州境 ミシシッピ州 アラバマ州 アラバマ州・フロリダ州境 ジョージア州 |
| 北緯31度0分 西経81度28分 / 北緯31.000度 西経81.467度   | 大西洋              | |
| 北緯31度0分 西経9度49分 / 北緯31.000度 西経9.817度     | モロッコ            | |
| 北緯31度0分 西経3度33分 / 北緯31.000度 西経3.550度     | アルジェリア        | |